# Renate Hartleb
Renate Hartleb (* 27. Dezember 1939 in Sondershausen; † 27. Februar 2022 in Leipzig) war eine deutsche Kunsthistorikerin.

## Leben und Wirken
Renate Hartleb arbeitete in der DDR als Kunstkritikerin. 1986 wurde sie mit einer Arbeit über den Maler Karl Hofer an der Universität Leipzig promoviert. Von 1987 bis 1999 war sie wissenschaftliche Mitarbeiterin in der Abteilung Gemälde/Plastik am Museum der bildenden Künste in Leipzig. In dieser Funktion stellte sie 1998/1999 alle von 1933 bis 1945 in die Sammlung des Museums gelangten Gemälde und Plastiken zusammen.
Renate Hartleb veröffentlichte Artikel zu Künstlern in der DDR-Wochenzeitung Sonntag und in Ausstellungskatalogen zur Leipziger Schule. Insbesondere erforschte sie das Wirken von Max Klinger und arbeitete seinen Briefwechsel auf. Ab 2001 arbeitete sie mit anderen Autoren an einer Gesamtausgabe der Briefe Klingers unter dem Titel Ich sitze immer noch beim Schreiben. Max Klinger in seinen Briefen. In Kooperation mit der Letter Stiftung in Köln entstand eine kommentierte Auswahl der Korrespondenz mit Kurzbiographien der Korrespondenten sowie eine ausführliche Klinger-Biografie.

## Schriften
- (Hrsg.): Blätter zur Literatur (= Leipziger Grafikmappe 1). Leipzig 1973, DNB 1289340366.
- Bernhard Heisig. Verlag der Kunst, Dresden 1975, DNB 750416645.
- (Hrsg.): Widmungen (= Leipziger Grafikmappe 3). Leipzig 1976, DNB 1173112073.
- Volker Stelzmann. Henschel, Berlin 1976, DNB 770059139.
- (Hrsg.): Künstler in Leipzig. Henschel, Berlin 1976, DNB 770126316.
- Hofer. Verlag der Kunst, Dresden 1976, DNB 760336806.
- Jean-Baptiste Siméon Chardin (= Maler und Werk). Verlag der Kunst, Dresden 1981, DNB 820679089.
- mit Walter Schiller: Zehn Jahre Leipziger Grafikbörse. Verband Bildender Künstler der DDR. Bezirk Leipzig, Leipzig 1982, OCLC 35655955.
- Rolf Münzner. In: Bildende Kunst 30 (1982), S. 69–71.
- Georg Schrimpf. Verlag der Kunst, Dresden 1984, DNB 850056977.
- Max Klinger. Henschel, Berlin 1985, DNB 860685241.
- (Hrsg.): Worin unsere Stärke besteht. Malerei, Graphik, Plastik, Fotografie. Kampfaktionen der Arbeiterklasse im Spiegel der bildenden Kunst. Museum der bildenden Künste, Leipzig 1986, DNB 860794776.
- (Hrsg.): Heinz Zander: Narrenbegräbnis. Groteske Bilder. Eulenspiegel, Berlin 1986, ISBN 3-359-00035-8.
- Karl Hofer (1878–1955). Leben und Werk. Dissertation. Universität Leipzig 1986, DNB 870919423.
- Karl Hofer. Reclam, Leipzig 1987, ISBN 3-379-00143-0.
- (Hrsg.): 1813. Die Zeit der Befreiungskriege und die Leipziger Völkerschlacht in Malerei, Graphik, Plastik. Museum der bildenden Künste, Leipzig 1988, DNB 890809305.
- (Hrsg.): Gudrun Brüne. Malerei. Zeichnung. Graphik. Verband Bildender Künstler der DDR, Berlin 1988, OCLC 246652317.
- (Hrsg.): George Grosz: Eintrittsbillett zu meinem Gehirnzirkus. Erinnerungen, Schriften, Briefe Kiepenheuer, Leipzig 1989, ISBN 3-378-00261-1.
- Die Malerei der „Leipziger Schule“ und die Hochschule für Grafik und Buchkunst. In: Hochschule für Grafik und Buchkunst Leipzig 1945–1989. Malerei, Grafik, Fotografie. Leipzig 1989, DNB 955821517.
- mit Dieter Gleisberg (Red.): Erste Quadriennale. Zeichnungen der DDR. Verband Bildender Künstler der DDR, Leipzig 1989, ISBN 978-3-86060-003-0.
- mit Dieter Gleisberg, Karl-Heinz Mehnert: Karl Hofer: Tischgesellschaft. Museum der bildenden Künste, Leipzig. Kulturstiftung der Länder, Berlin 1992, OCLC 30399025.
- (Hrsg.): Lovis Corinth: Selbstbiographie. Kiepenheuer, Leipzig 1993, ISBN 3-378-00547-5.
- (Red.): Otto Mueller, Liebespaar. Museum der bildenden Künste, Leipzig. Kulturstiftung der Länder, Berlin 1996, DNB 950060364.
- mit Joachim Fischer (Red.): Rogier van der Weyden, Heimsuchung. Museum der bildenden Künste, Leipzig. Kulturstiftung der Länder, Berlin 1998, OCLC 40829961.
- Bildwerke Leipziger Künstler. Vom Historismus bis zu den 1930er Jahren. In: Herwig Guratzsch (Hrsg.): Museum der bildenden Künste Leipzig. Katalog der Bildwerke (= LETTER Schriften 11). LETTER Stiftung, Köln 1999, ISBN 978-3-930633-10-4, S. 48–63.
- Tage von verschiedener Helle. Ein Porträt des Malers Wolfgang Peuker (1945–2001). In: Der Freitag. 13. Juli 2001 (online).
- Die Malerin Annemarie Jacob und „Vereinigung für Neue Kunst“ in Leipzig. In: Leipziger Kalender. Leipziger Universitätsverlag, Leipzig 2001, ISBN 3-936300-02-X, S. 249–255.
- Annemarie Jacob. 1891–1990. Leben und Werk. Hrsg. Rosemarie Pierer. Druckerei zu Altenburg, Altenburg 2002, ISBN 3-936300-02-X.
- Max Klinger, Ernst Moritz Geyger, eine Mäzenin und die Villa Romana. Mit einem unveröffentlichten Brief von Rainer Maria Rilke. In: Jahrbuch der Berliner Museen. 44, 2002, ISSN 0075-2207, S. 207–222.

- mit Katrin Arrieta, Heinz Schönemann: Guenter Rose (Hrsg.): Wolfgang Peuker. 1945–2001. Malerei und Zeichnungen. Das Bild als Welttheater. Lebenswelten, Mensch und Mythos. MCM-Art-Verlag, Berlin 2004, ISBN 978-3-9807734-7-8.
- Max Klinger und Cornelia Paczka-Wagner. Eine römische Beziehung. In: Hans-Werner Schmidt, Jeannette Stoschek (Hrsg.): Max Klinger „der große Bildner und der größre Ringer …“ Deutscher Kunstverlag, Berlin 2012, ISBN 978-3-422-07143-8, S. 34–51.
- (Hrsg.): Ich sitze immer noch beim Schreiben. Max Klinger in seinen Briefen. Unter Mitwirkung von Bernd Ernsting, Harald Jurkovic, Camilla G. Kaul. Letter Stiftung, Köln, ISBN 978-3-930633-22-7.